# Заїда Бен-Юсуф
Заїда Бен-Юсуф (21 листопада 1869 — 27 вересня 1933) — американська портретна фотографка, відома художніми портретами заможних та відомих американців на рубежі XIX—XX століть.
У 1901 р. журнал «Ladies Home Journal» включив Бен-Юсуф до сімох «Найвидатніших жінок-фотографок Америки». У 2008 році Смітсонівська національна портретна галерея влаштувала виставку, присвячену виключно творчості Бен-Юсуф, відновлюючи її статус як ключової фігури в ранньому розвитку фотографії.

## Біографія

### Ранні роки
Естер Зегда Бен Юсеф Натан народилася 21 листопада 1869 року в Лондоні, Англія, в сім'і німкені Анни Кінд Бен-Юзеф Натан та алжирця Мустафи Муси Бен Юсеф Натана. До 1881 року її мати жила в Рамсгейті й працювала гувернанткою після розлуки зі своїм чоловіком та чотирма доньками: Заїдою (11 років), Хайді (8), Лейлою (4) та Перл (3).
Пізніше, в 1888 р., Анна Бен-Юсуф емігрувала до Бостона, штат Массачусетс, де до 1891 р. заснувала виробництво капелюхів на Вашингтон-стріт у Бостоні.
У 1895 році Бен-Юсуф пішла по стопах матері й емігрувала до США, де працювала капелюшницею на П'ятій авеню 251, Нью-Йорк. Вона певний час продовжувала цю роботу, і вже ставши фотографкою й пишучи статті для Harper's Bazaar та The Ladies Home Journal про капелюшництво.

### Кар'єра фотографки

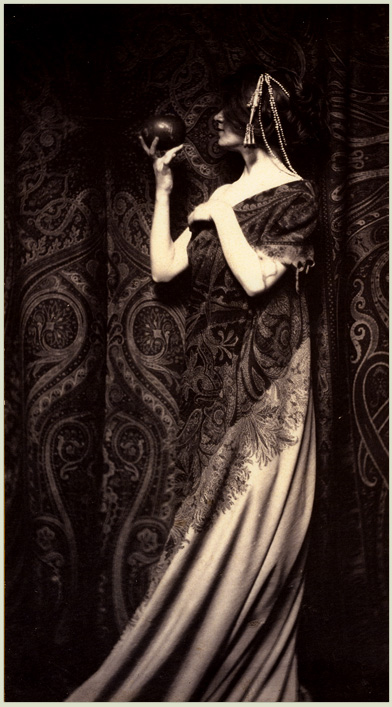
Запах граната (1899)

У 1896 році Бен-Юсуф стала відомою як фотографка. У квітні 1896 р. дві її фотографії були опубліковані в журналі Cosmopolitan, а ще одне фото виставлене в Лондоні в рамках виставки, проведеної Зв'язаним Кільцем. Пізніше того ж року вона подорожувала Європою, де зустрілася з Джорджем Девісоном, одним зі співзасновників Зв'язаного Кільця, який закликав її продовжувати фотографувати. Вона проводила свої щорічні виставки до 1902 року.
Навесні 1897 року Бен-Юсуф відкрила власну студію портретної фотографії на П'ятій авеню 124, Нью-Йорк. 7 листопада 1897 р. Газета New York Daily Tribune опублікувала статтю про студію Бен-Юсуф та її роботи зі створення рекламних плакатів, після чого про неї написали у Frank Leslie's Illustrated Newspaper 30 грудня. Протягом 1898 року вона стала дедалі популярнішою як фотографка, 10 її робіт були представлені на 67-му щорічному ярмарку Американського інституту, організованому Національною академією дизайну. Тут її портрет акторки Вірджинії Ерл виборов третє місце в класі «Портрети та групи». Протягом листопада 1898 р. Бен-Юсуф і Френсіс Бенджамін Джонстон провели спільну виставку робіт в «The Camera Club of New York».

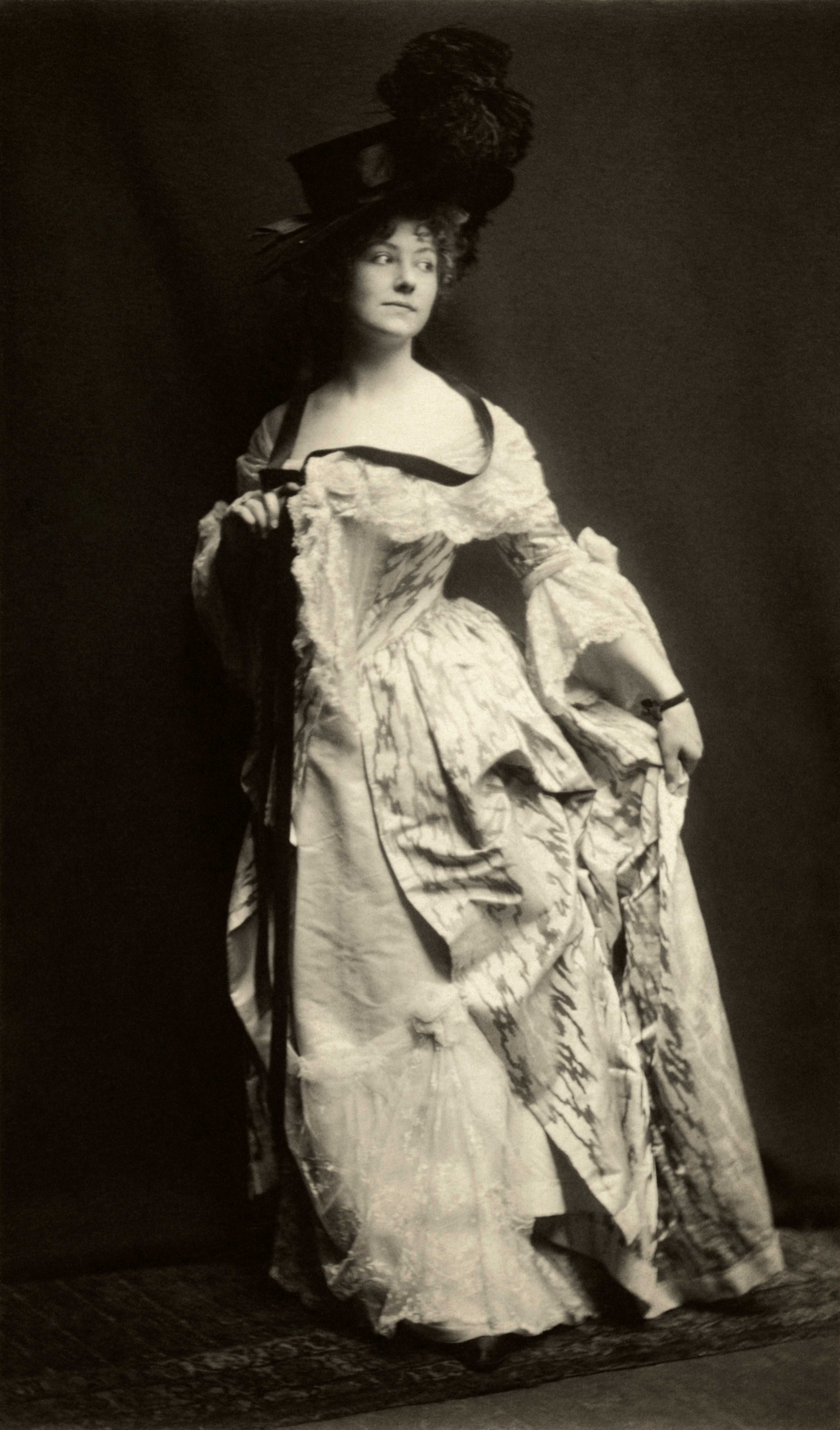
Елсі Леслі в ролі Лідії Ленґіш у п'єсі Шерідана «Суперники» (1899)

У 1899 році Бен-Юсуф перенесла свою студію на П'яту авеню 578 і брала участь у ряді виставок, включаючи другий Філадельфійський фотосалон. Вона також була представлена в ряді публікацій, включаючи статтю про фотографок у The American Amateur Photographer та розлогу статтю в The Photographic Times, в якій Садакічі Хартманн описала її як «цікаву представницю портретної фотографії». У 1896 р. Бен-Юсуф включена у виставку, організовану Лондонським Братством, і продовжував виставлятися з ними до 1902 р.
У 1900 році Бен-Юсуф листувалася з Джонстоном щодо виставки американських фотографів у Парижі, приуроченої до Всесвітньої виставки. Бен-Юсуф надала п'ять фотопортретів для шоу, яке вирушило до Санкт-Петербурга, Москви та Вашингтона, округ Колумбія. Вона також була виставлена на виставці Голланда Дея, Нова школа американської фотографії, для Королівського фотографічного товариства в Лондоні. Чотири фотографії були відібрані Альфредом Стігліцем для Міжнародної виставки в Глазго, Шотландія.

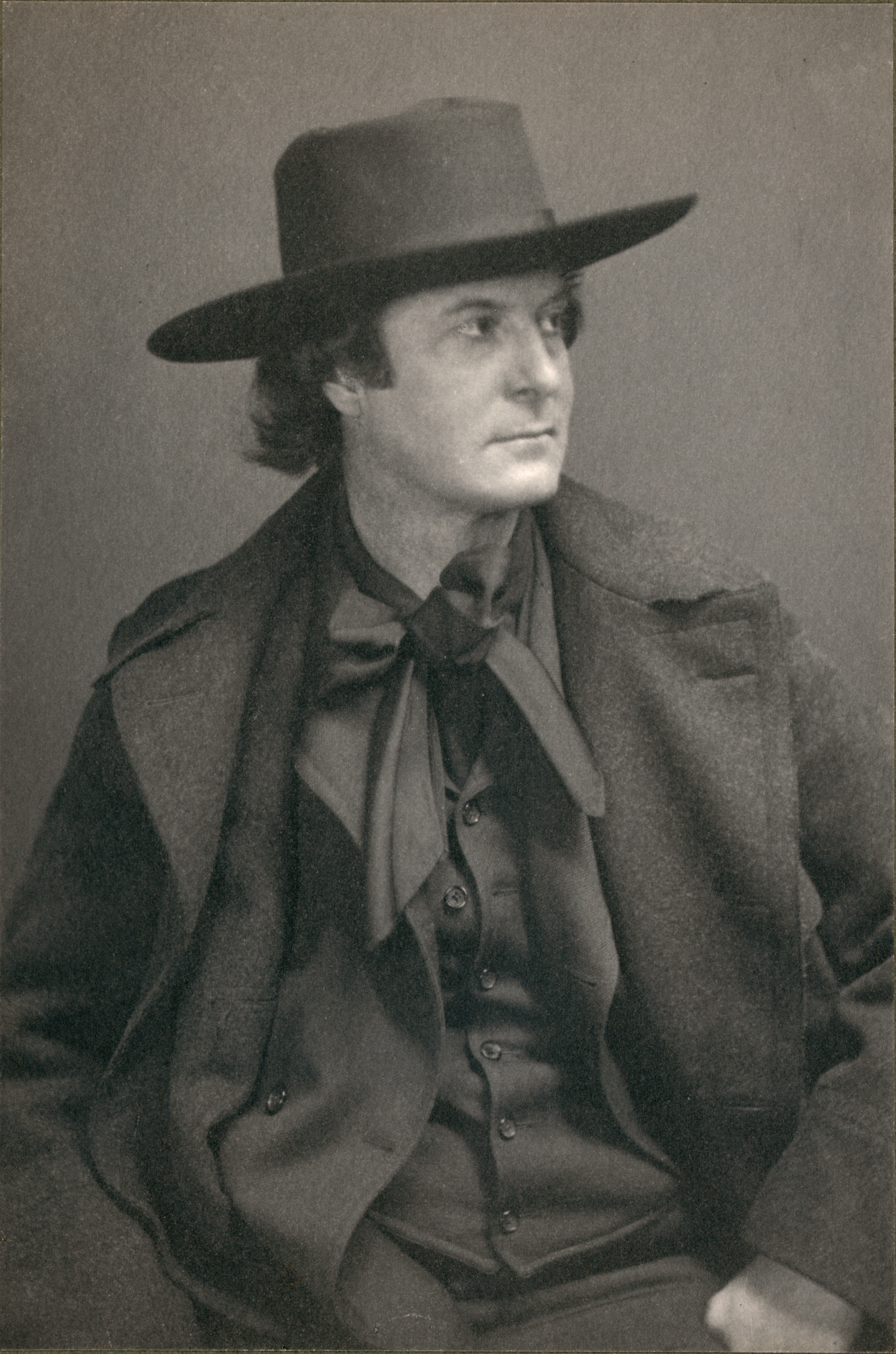
Елберт Хаббард бл. 1900 року

У 1901 році Бен-Юсуф написала статтю «Знаменитості перед камерою» для The Saturday Evening Post, де виклада свій досвід з відомими людьми. На цьому етапі вона, зокрема, сфотографувала Гровера Клівленда, Франкліна Рузвельта та Леонарда Вуда. Для вересневого випуску журналу Metropolitan Magazine вона написала статтю «Нова фотографія — що вона зробила та робить для сучасних портретів», де описала свою роботу як більш художню, ніж у більшості комерційних фотографів, але менш радикальну, ніж у деяких більш відомих художніх фотографів. Журнал Ladies Home Journal у листопаді оголосив Бен-Юсуф однією з «найвидатніших жінок-фотографів в Америці». Тоді ж вона розпочала першу з серії із 6 ілюстративних статей на тему «Просунута фотографія для любителів» у Saturday Evening Post.
Бен-Юсуф була внесена до членів першого Американського фотосалону, коли він відкрився в грудні 1904 р. Хоча на той час її залученість у виставках почала припинятися. У 1906 році вона виставила один портрет на третій щорічній фотовиставці у Вустерському художньому музеї, штат Массачусетс, остання відома прижиттєва виставка її робіт.

### Подорожі до Японії

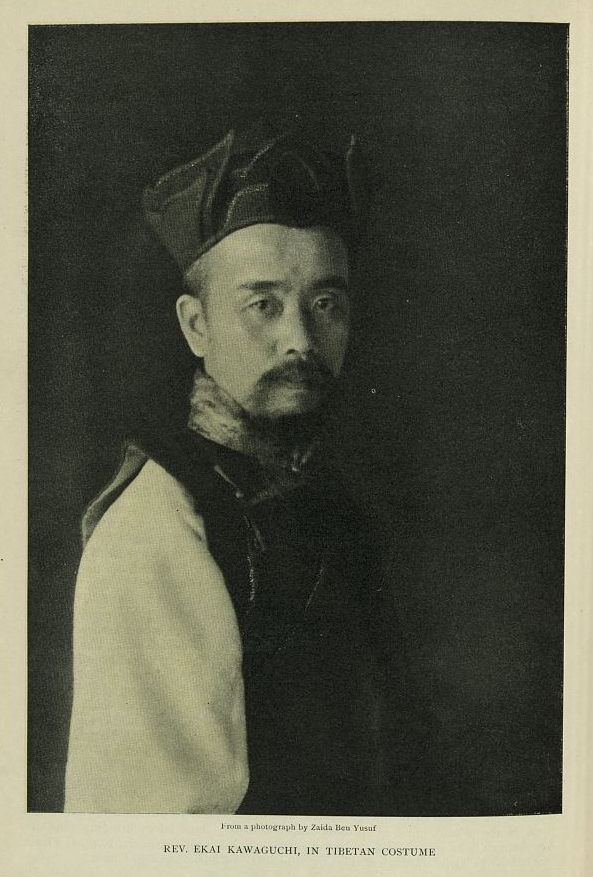
Екай Кавагучі, японський буддистський чернець (1904)

У 1903 році Бен-Юсуф подорожувала до Японії, де гастролювала в Йокогамі, Кобе, Нагасакі, Кіото (де орендувала будинок), Токіо та Нікко. Цей тур став основою для серії із чотирьох ілюстративних статей «Японія через мою камеру», опублікованої в Saturday Evening Post від 23 квітня 1904 р. У лютому 1905 року її нарис про Кіото з'явився в журналі Booklovers Magazine, а Leslie's Monthly Magazine опублікував ілюстративну статтю на тему «Жінки в Японії». Вона також писала про японську архітектуру та читала лекції на цю тему. Деякі з її фотографій ілюстрували статтю Кетрін Бадд у січні 1906 року в Architectural Record. Вона сама подала статтю «Період Дайкану», опубліковану наступного місяця.
У 1906 році Бен-Юсуф опублікувала три фото з візиту на Капрі у вересневому номері Photo Era, а в 1908 році написала три нариси про життя в Англії для Saturday Evening Post. Вона повернулася до Нью-Йорка в листопаді 1908 року, але наступного року вирушила до Лондона. Лондонська телефонна книга 1911 року вказала її як фотографа в Челсі. У 1912 році Садакічі Хартманн писав, що Бен-Юсуф покинула фотографію і живе на островах Південного моря.
15 вересня, після початку Першої світової війни та вторгнення Німеччини до Франції, Бен-Юсуф повернулася до Нью-Йорка з Парижа, де жила на той час. Вона подала заявку на натуралізацію в 1919 році, назвавши себе фотографом, і віднявши 10 років від свого віку. Вона продовжувала подорожувати, відвідавши Кубу в 1920 році та Ямайку в 1921 році.

### Пізніше життя
Бен-Юсуф зайняла посаду в Reed Fashion Service в Нью-Йорку в 1924 році й читала лекції в місцевих універмагах на теми, пов'язані з модою. У 1926 році вона була призначена директоркою стилю Асоціації капелюшних заводів м. Нью-Йорка, організації, яку згодом очолила.
За даними перепису населення 1930 року, Бен-Юсуф одружилася з текстильним дизайнером Фредеріком Дж. Норрісом. Через три роки вона померла 27 вересня в методистській єпископській лікарні в Брукліні.

## Виставка-відродження 2008 року
Виставка робіт «Заїда Бен-Юсуф: портретний фотограф Нью-Йорка» в Національній портретній галереї Смітсоніана тривала з 11 квітня по 1 вересня 2008 року. Куратор Френк Х. Гуд'єр III вперше дізнався про Бен-Юсуф, у 2003 році виявивши дві її фотографії, на яких зображені Деніел Честер Френч та Еверет Шинн, і спробував дізнатись більше про фотографку, яку майже повністю забуди.
Гуд'єр припустив, що до забуття Бен-Юсуф міг призвести сексизм, попри її значний внесок у розвиток фотографії як засобу художньої виразності. Історія фотографії, як правило, зосереджувалась на фотографах чоловіків, таких як Стігліц, і менше на фотографках, хоча це було одне з небагатьох занять, яке вважалося гідною кар'єрою самотньої жінки наприкінці ХІХ-го та початку ХХ-го століття (див. Жінки в фотографії). Навіть у відносно прогресивному Нью-Йорку, де збиралися новатори в галузі мистецтва, науки, журналістики та політики, жінкам-професіоналкам було важко утриматися.
Ще однією причиною маловідомості Бен-Юсуф було те, що вона не передала значний архів своїх робіт ні одній установі, що ускладнює збір достатньої кількості прикладів її роботи, щоб дати її кар'єрі відповідну історичну оцінку. Виставка Гуд'єра в Смітсоніані виступила вітриною для творчості Бен-Юсуф, відновлюючи її як ключову фігуру в історії фотографічного мистецтва.

## Подальше читання
- Goodyear, Frank H.; Wiley, Elizabeth O.; and Boone, Jobyl A.; Zaida Ben-Yusuf: New York portrait photographer (London, New York: Merrell; Washington: In association with National Portrait Gallery, 2008). ISBN 978-1-85894-439-5. (англійською)